# Friedrich Schuster
Friedrich Schuster (n. 1950, Cârța, județul Sibiu) este un scriitor sas, care a scris în dialectul săsesc și în limba germană, originar din România.
Friedrich Schuster a lucrat ca jurnalist la publicațiile de limba germană Die Woche din Sibiu și Neuer Weg din București. În perioada 1985-1990 a fost publicist liber profesionist.
De tânăr, a început să publice lirică, proză și piese de teatru în ziare, periodice și antologii.
Deoarece circula mult din localitate în localitate, spre a culege povestiri și poezii epice, a fost urmărit de Securitate.
În 1991 s-a hotărât să emigreze în Republica Federală Germania, dar nu a vândut casa părintescă din Cârța, unde se întoarce din când în când pentru a scrie.
Versurile lui Friedrich Schuster, atât în dialectul săsesc din Cârța, cât și în limba germană, au la bază tematici transilvănene.

## Scrieri
- Der weisse Büffelstier / Sächsische Sagen, Editura Ion Creangă, București,  [1]
- Äm Härwestwängd - Gedichte, Mit zwölf Bleistift-, Kohle-, und Kreidezeichnungen von Franz Pindur, editura Honterus, Sibiu, 2007, ISBN 978-973-1725-13-0 [2]
- Carl Reich (autor) și Friedrich Schuster (coordonator): Kerzer Hefte, Editura Honterus, Hermannstadt/Sibiu, 2011, ISBN 978-973-1725-71-0